# Anthony Adama Zijlstra
Mr Anthony Adama Zijlstra (IJzendijke, 9 januari 1902 - Fontainebleau, 29 april 1982) was een Nederlands bestuurder.
Toon Adama Zijlstra was de zoon van een dorpsnotaris in Zeeland. Zijn broer was twee jaar ouder. Op 9-jarige leeftijd kwam hij met zijn familie de maand augustus naar Scheveningen. Ze logeerden in hotel Zeerust, aan de boulevard bij de Keizerstraat. Hij bezocht in die vakantie de pier en het circus, hij hoorde een Tiroler Kapel optreden en hij raakte diep onder de indruk van het Kurhaus en alle mensen en vlaggen op het Gevers Deynootplein.

## Zijn carrière
Later ging hij naar het Nederlandsch Lyceum in Den Haag en studeerde hij rechten in Leiden. Hij werkte enige jaren bij een advocatenkantoor en solliciteerde daarna bij de Exploitatie Maatschappij Scheveningen (E.M.S.) voor de post van secretaris van de Raad van Beheer.

#### De E.M.S.
Op 25-jarige leeftijd werd Adama Zijlstra opgenomen in het bestuur van het badplaatsbedrijf Scheveningen, waar hij 35 jaar lang actief zou blijven. De E.M.S. was de opvolger van de Maatschappij Zeebad Scheveningen, die in 1883 was opgericht. Een van haar eerste daden was het bouwen van het Kurhaus, waar ook een concertzaal kwam. Drie jaar later werd het Concertgebouw in Amsterdam geopend.
De E.M.S. exploiteerde ten tijde van zijn in dienst treding zes hotels (Kurhaus, Palace, Grand Hotel, Oranje Hotel, Savoy en Rauch), diverse restaurants, cafés, strand- en badbedrijven, de pier en de Kurzaal. Ze hadden ongeveer 1000 man in dienst, waarvan 20% bouwvakkers, want er werd altijd wel ergens gebouwd of verbouwd. De hotels liepen goed, het Kurhaus en Palace Hotel trok luxe gasten, GrandHotel en Oranje Hotel waren familiehotels, Savoy en Rauch was meer voor gezinnen met kleinere kinderen.
Voorzitter van de Raad van Beheer was toen mr Dirk van Houten, vicevoorzitter was Jhr Louis den Beer Poortugael, die de baas was van het badstrand. Een van de carrés werd het 'dorpje van den Beer' genoemd. Ook zat François van Alphen in de Raad, hij was net als Den Beer firmant van Landry & van Till, die de aandelen had geëmitteerd toen de E.M.S. werd opgericht. De toen al ruim 70-jarige baron Michiels, secretaris van het Permanent Hof van Arbitrage in het Vredespaleis, zat ook in de Raad. Mr E Polis, die hem had aangenomen, bemoeide zich vooral met de horecabedrijven. Zijn kantoor was in het Palace Hotel. Adama Zijlstra moest zich bezig gaan houden met de artistieke zaken: de Kurzaal, het Kurhaus cabaret, het variété op de pier en de muziek in her Palais de Danse en in de verschillende hotels. Ook het boeken van circusartiesten behoorde bij zijn taken.

#### De pier
Adama Zijlstra werd wel de 'Keizer van Scheveningen' genoemd. Hij heeft veel invloed gehad op het herstel van Scheveningen na de Tweede Wereldoorlog. Een van zijn projecten was het laten bouwen van een nieuwe Scheveningse pier. Deze werd in 1961 door Prins Bernhard geopend.

#### Muziek
Vanaf 1885 werden iedere zomer concerten in de Kurzaal gegeven. Van 1885-1911 trad Berlijns Philharmonisch Orkest er 's zomers tweemaal daags op, 's middags meestal buiten op het terras. Van 1908-1950 trad bijna iedere zomer Jacques Thibaud op, en Carl Flesch trad regelmatig op totdat de oorlog uitbrak.
Het Residentie Orkest, dat voorheen slechts spelers aannam voor een termijn van zeven maanden, kwam 's zomers ook in de Kurzaal spelen en kon hierdoor de musici een vast contract aanbieden.
Door zijn inbreng werd de badplaats steeds bekender als zomermuziekcentrum. Een van de grote ontdekkingen was Vladimir Horowitz, die als 22-jarige pianist in de Kurzaal debuteerde, en in 1935 en 1939 terugkwam.
In zijn Kurzaal traden beroemdheden op als Maurice Chevalier. George Brassens, Richard Tauber, Bela Bartók, Édith Piaf, Maria Callas en Duke Ellington. Beroemd is het optreden op 8 augustus 1964 geworden van de Rolling Stones. De uitzinnige fans en de hard optredende politie zorgden ervoor dat de Stones al na een paar nummers moesten stoppen met spelen.
Hij was in 1947 een van de oprichters van het Holland Festival.

#### Behendigheidsspel
In 1933 voelde Scheveningen nog de gevolgen van de beurscrisis van 1929. Adama Zijlstra had de casino's in Zuid-Frankrijk gezien en zocht een manier om zoiets in Scheveningen ook mogelijk te maken. De Nederlandse wetgeving liet casino's en zelfs baccara niet toe. In Duitsland werd echter wel het behendigheidsspel Straperlo toegestaan, dat sterk leek op roulette. De draaischijf werd elektrisch aangedreven en het balletje werd via een rails in het spel gebracht. Zodoende was er tijd om in te schatten in welk vakje het balletje terecht zou komen. Hoofdcommissaris van politie Van 't Sant kwam het bij Adama Zijlstra en concludeerde dat dit inderdaad een behendigheidsspel was. De voormalige leeszaal in het Kurhaus, waar tijdelijk een midgetgolf stond opgesteld, werd opnieuw ingericht en met twee tafels verhuurd aan een spelexploitant. Op 15 mei 1933 werd de nieuwe speelzaal geopend. Niet alleen ving het Kurhaus huur, ook de entreegelden werden gedeeld en in de foyer konden de spelers drankjes nuttigen. Het succes was zo groot, dat uitbreiding noodzakelijk werd. Twee directeuren van de speelbank in Namen waren bereid 60.000 gulden te investeren in ruil voor winstdeling en vijf extra tafels werden bijbesteld. In september van dat jaar werden de tafels in beslag genomen en in februari 1934 werd Straperlo tot kansspel verklaard en dus verboden.

#### De oorlogsjaren
1940: In 1940 liep de organisatie van alles gewoon door. Toch werden er extra voorraden thee en slaolie ingeslagen. Adama Zijlstra bezocht Parijs, engageerde o.a. Maurice Chevalier en lunchte met choreograaf Serge Lifar. Daarna reisde hij door naar Genève. In de taxi naar zijn hotel hoorde hij dat Nederland was binnengevallen. Via Parijs ging hij de volgende dag terug, de trein ging tot Brussel, maar een trein naar Nederland was er niet meer. In de trein naar Antwerpen ontmoet hij Schulte en samen zouden ze proberen Nederland te bereiken. Een Antwerpse vriend van Schulte bracht ze naar Zeeuws-Vlaanderen, waar Adama Zijlstra drie tantes in Axel had. Met een taxi vertrokken zij naar Terneuzen en vandaar per schip naar Zierikzee, met de tram naar Zijpe en met een scheepje naar Herkingen. Van daar zagen zij de rook opstijgen na het bombardement van Rotterdam. Een dag later vonden ze iemand die hen naar Vlaardingen wilde brengen. Een taxi bracht ze naar Den Haag.
In Scheveningen werd doorgeleefd, het was mooi weer en de boulevard werd druk bezocht; Duitsers bezochten de pier om te kijken, of men vandaar Engeland kon zien. Het Kurzaalprogramma, nauwkeurig voorbereid door Adama Zijlstra, viel uiteen omdat buitenlandse dirigenten en musici niet konden komen. Het Residentie Orkest met Frits Schuurman als nieuwe dirigent kon blijven spelen en was blij dat het seizoen doorging. Ook Cor Ruys ging het hele seizoen door met zijn cabaretvoorstellingen.
Op 12 juli 1940 was er een concert in de Kurzaal waar Hermann Abendroth dirigent was en Sam Swaap concertmeester. Enkele dagen later werden Adama Zijlstra en Gerbert Scholten in Kunsthandel Kleykamp ontboden. Daar werd geëist dat joodse musici niet meer mochten optreden. Het kwam tot de belofte dat het orkest haar joodse leden wat meer naar achteren zou plaatsen, zodat zij het seizoen konden afmaken. Het Orkest ontsloeg hen op 15 mei 1941.
1941: In januari 1941 verschenen de bordjes 'Joden niet toegelaten' in de hotels, restaurants en bioscopen. In Scheveningen was alles vanwege het winterseizoen toen gesloten. Op de pier kwam wél een bordje, en joden mochten ook niet meer in zee baden.
In april werd het Palace Hotel door de Duitsers gevorderd voor inkwartiering van matrozen, in juni werd het gebombardeerd. De bommen misten hun doel en vielen op het Gevers Deynootplein. Op het dak van het Grand Hotel kwam afweergeschut te staan.
Het muziekprogramma van Kurzaal begon met een concert op 30 mei met het Residentie Orkest, het Rotterdams Orkest speelde op 1 juni. Het luchtalarm werd genegeerd, het orkest speelde door. Het programma dat Adama Zijlstra voor het seizoen had gemaakt, had niet veel uitvallers, omdat hij nu wist waarmee hij rekening moest houden. Willem van Otterloo trad op. Lege avonden worden opgevuld met een balletprogramma.
In juni werd in de Kurzaal een Duits concert gegeven. Seys Inquart, die op Clingendael woonde, liet componist Pfitzner komen om eigen werk te dirigeren. Een week later werd het verboden werk van Russische componisten uit te voeren. Adama Zijlstra had dus weer een probleem. Dispensatie werd gegeven voor de uitvoering van de Notenkraker van Tschaikowski, waar alle voorbereidingen al voor waren getroffen.
1942: Op 19 april 1942 kwam het verbod om nog iets op het strand te zetten, dus geen carrés meer, want er zou een Atlantik Wall komen. Op 8 mei hoorde Adama Zijlstra dat alle gebouwen die op zee uitkijken, geëvacueerd moesten worden. Scheveningen werd Sperrgebiet. Roerende goederen werden opgeslagen bij de Laakhaven. Adama Zijlstra verhuisde naar de Van Kijfhoeklaan, het kantoor vond ruimte in de Paleisstraat, hoek Noordeinde, dus tegenover paleis Noordeinde. Om het personeel, nog ongeveer 100 man, bezig te houden, werd ander werk gezocht.
1943: op vrijdag 26 maart brandde de pier af. Adama Zijlstra bezocht nog concerten in het Gebouw voor Kunst en Wetenschappen, dat in 1964 door de E.M.S. werd overgenomen en nog datzelfde jaar afbrandde.

## Adama Zijlstra Stichting
In 1985 werd deze stichting opgericht ter viering van het 100-jarig bestaan van het Kurhaus. Doel was een Schevenings Internationaal Muziekconcours te organiseren. Dit concours heeft jaarlijks bestaan van 1987-1997.
De stichting bestaat nog maar heeft haar doel bijgesteld. Zij organiseert nu diverse concerten met populaire klassieke muziek en een jaarlijks openluchtconcert en de stichting stimuleert jonge musici.

## Publicaties
- Vaar Wel, Scheveningen! Bonte herinneringen aan een badplaats (Leiden: Sijthoff, 1974) ISBN 90-218-0324-0
- Succes in het casino! Met alles over o.a. roulette, black-jack, baccara (Bussum: Gooise Uitgeverij, 1976) ISBN 90-269-8061-2
- Het Kurhaus, van badhuis tot levend monument. Een kroniek van 160 jaren (Den Haag: Voorhoeve, 1979) ISBN 90-297-0620-1

- International Standard Name Identifier: 0000 0000 2145 3448
- Library of Congress Control Number: n80001574
- Nederlandse Thesaurus van Auteursnamen: 070147957
- Virtual International Authority File: 50515212
- WorldCat: E39PBJckK9Kxp3q68VGvjCBMfq